# Три уточишта
Три драгуља (санскрит: त्रिरत्न triratna, пали: tiratana) или три уточишта (пали: ti-saranā ) су три битна обележја будизма, односно три ствари у којима сваки будиста може наћи уточиште. То су:
- Буда (пробуђени)
- Дарма (учење)
- Санга (заједница)

Иако се код њих полази од вере или поверења, истрајним концентрисањем на било које од ова три „подсећања” прочишћујемо ум од лоших мисли и устаљујемо га у сабраности.

## Историјат
На раном ступњу свог развоја, будизам је прихватио појам "три драгуља", у складу са којим сви будисти узимају као своје уточиште Буду, дхамму (учење) и сангху (заједницу). Овакав нагласак на учењу и заједници наговестио је стварање једног низа ауторитативних учитеља, који се може пратити све до Буде, из чега су касније проистекле контроверзе око аутентичности како самих учитеља тако и њиховог учења. Ове расправе чиниле су основу различитих "група предаја" – обично познатих као школе - које су се развиле током и после одржавања прва три сабора.
Према традицији, рани будизам био је подељен на 18 школа заснованих на теоријским расправама око "три драгуља". Заправо, чини се вероватнијим да су главне школе своје поставке градиле на много ширем распону питања.